# 光明甫
光明甫（1876年—1963年），名光昇，男，安徽桐城人，中国法学家、教育家、政治人物，曾任安徽省教育厅厅长，安徽省文史研究馆馆长，安徽省政协副主席，第二、三届全国政协委员。